# В (электровоз)
Электровоз В — промышленный электровоз постоянного тока, строившийся в Италии по заказу СССР. Локомотивы этой серии предназначались для перевозки руды в карьерах и на путях предприятий.

## История
В начале 1930-х годов на железнодорожных путях крупнейших промышленных предприятий СССР стала внедряться электротяга. Для перевозки руды требовались четырёхосные электровозы со сцепной массой 60 — 90 тонн. Аналогично электрификации магистральных дорог было принято решение как создавать отечественный подвижной состав, так и закупать электровозы за рубежом. В 1932 году Торговое представительство СССР выдало заказ итальянскому Национальному обществу «Савельяно» на постройку 26 промышленных четырёхосных электровозов, рассчитанных на постоянный ток напряжением 750 В.
В 1933 году электровозы были изготовлены на заводе в Турине и начали поступать в СССР. Все 26 локомотивов работали на Магнитогорском металлургическом комбинате (ММК). В 1934-1935 годах электровозы были доработаны заводом «Савельяно» с целью устранения ряда дефектов механической части, электро- и пневматического оборудования, выявленных в ходе первоначальной эксплуатации.
На декабрь 2021 года в рабочем состоянии находятся 2 электровоза (номера 01,22) на ППЖТ ПАО ММК.
Электровоз №12 с 2018 года находится в Музее железных дорог России в Санкт-Петербурге после реставрации.

## Конструкция

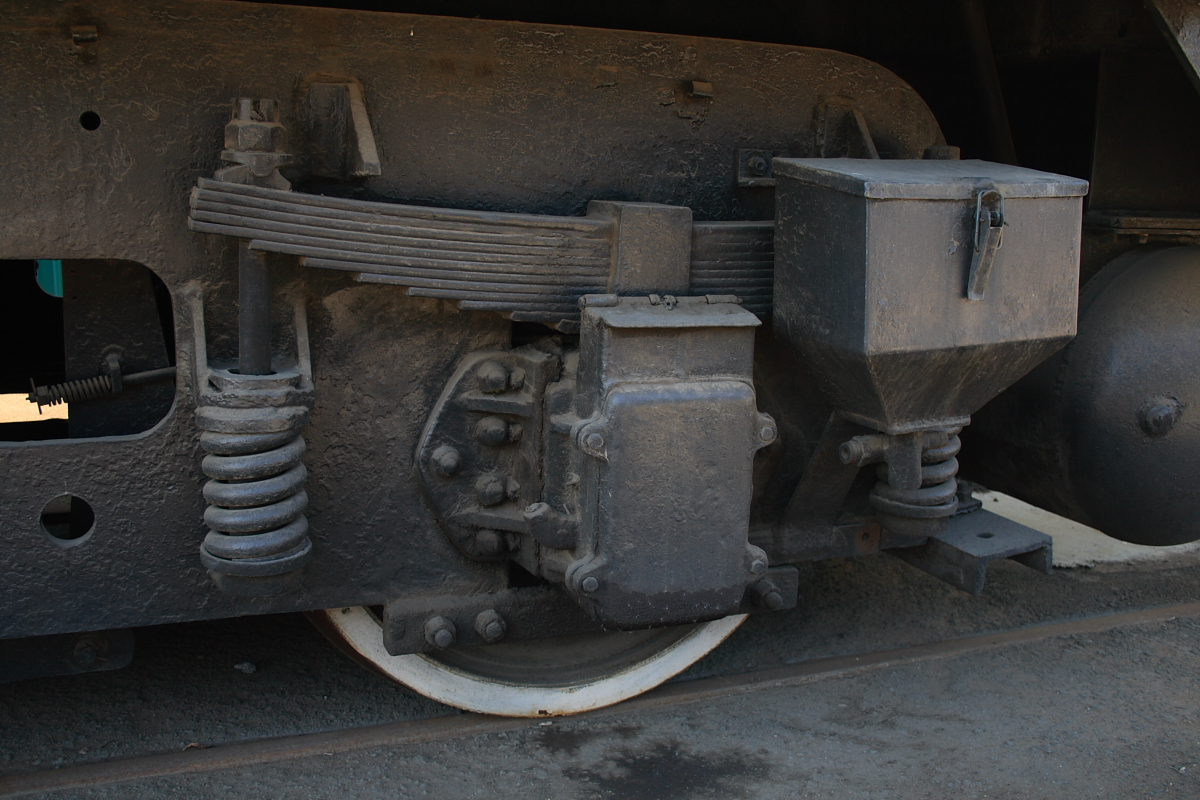
Буксовый узел тележки электровоза

Кузов электровоза опирается на две несочленённые двухосные тележки, подвешивание состоит только из листовых надбуксовых рессор. По концам кузова были установлены автосцепки Виллисона и буфера, что позволяло сцеплять локомотив с вагонами, как оборудованными автосцепкой СА-3, так и винтовой стяжкой. Передаточное число электровоза — 78:15. Детали передачи схожи с электровозами серии СИ.
В режиме тяги электродвигатели могли соединяться последовательно (10 позиций), последовательно-параллельно (6 позиций) и параллельно (6 позиций). На крыше кабины установлен токоприёмник пантографного типа и два боковых для съёма тока с контактного провода, который мог находиться сбоку от локомотива. Также имелся и намотанный на барабан кабель длиной 300 м, с помощью которого электровоз мог запитываться в местах, где нет контактной сети.
В кабине машиниста находятся два поста управления.
Электровоз оборудован реостатным тормозом, однако в порядке опыта на двух локомотивах делалась попытка применить рекуперативное торможение. Опыт признали удачным, однако практического применения рекуперативное торможение не нашло, так как тяговая подстанция не могла преобразовывать постоянный ток в трёхфазный промышленной частоты.
Локомотивы могли эксплуатироваться поодиночке или парой, но работа по системе многих единиц не поддерживалась. Двойной тягой электровозы возили поезда из шести думпкаров весом 660 тонн.
- Масса электровоза в рабочем состоянии — 56 т.
- Масса с балластом — 72 т.
- Нагрузка колёсной пары на рельсы — 14,2/18 т.